# Kocakuyu, Ömerli
Kocakuyu là một xã thuộc huyện Ömerli, tỉnh Mardin, Thổ Nhĩ Kỳ. Dân số thời điểm năm 2010 là 326 người.